# كاميرون ميخائيل باركس
كاميرون ميخائيل باركس (بالإنجليزية: Cameron Michael Parkes)‏ هو منتج أسطوانات وملحن أمريكي، ولد في 19 مايو 1958.

## وصلات خارجية
- كاميرون ميخائيل باركس على موقع IMDb (الإنجليزية)
- كاميرون ميخائيل باركس على موقع ميوزك برينز (الإنجليزية)